# Filip Peeters

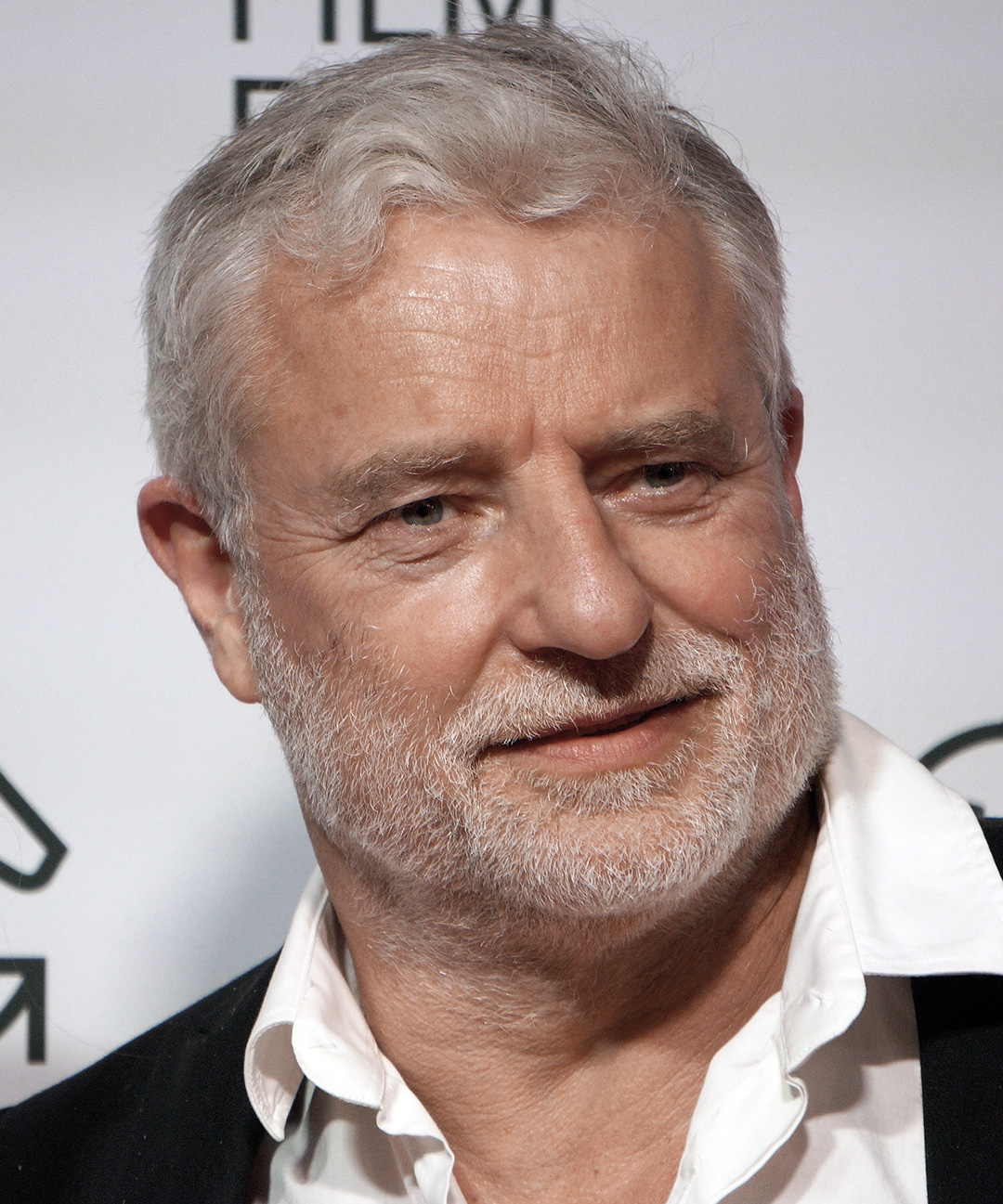
Filip Peeters (2020)

Filip Peeters (* 2. Dezember 1962 in Anderlecht) ist ein belgischer Schauspieler.

## Leben
Filip Peeters stammt aus der Region Flandern (niederländischsprachiger Teil Belgiens) und ist einer der wenigen flämischen Schauspieler, die auch in ausländischen Produktionen mitwirken. Peeters absolvierte zunächst eine Ausbildung zum Koch und besuchte danach die Schauspielschule Studio Herman Teirlinck.
Seit 1985 spielt Peeters regelmäßig in belgischen und niederländischen Fernsehserien. Seine erste Rolle in einer deutschen Produktion hatte er 1997 in Dominik Grafs Der Skorpion. In der Folge hatte er einzelne Auftritte in deutschen Fernsehserien (Bella Block, Rosa Roth, Wolffs Revier, SOKO Leipzig, Tatort, Polizeiruf 110 u. a.) und Filmen (Die Frau vom Checkpoint Charlie, Hardcover, Das Beste kommt erst). 2009 spielte er als Hauptkommissar Roman Maartens in dem von Hartmut Griesmayr inszenierten Drama Haltet die Welt an (Erstsendung: Das Erste, 2. April 2010) an der Seite von Christine Neubauer eine der Hauptrollen, sowie 2006 in dem Thriller Zodiak – Der Horoskop-Mörder die Rolle des Anwalts Sebastian Heegert.

## Filmografie (Auswahl)
- 1995: Antonias Welt
- 1997: Der Skorpion
- 2001: Anna Wunder
- 2002: Baby
- 2003: Totgemacht – The Alzheimer Case
- 2003: Stratosphere Girl
- 2003: Resistance
- 2005: Tatort: Schürfwunden
- 2006: Ein langer Abschied
- 2006: Die Frau vom Checkpoint Charlie
- 2006: Das Duo – Auszeit
- 2006: Bella Block: Blackout
- 2006: Mord auf Rezept
- 2007: Paparazzo
- 2007: Zodiak – Der Horoskop-Mörder (Fernsehvierteiler)
- 2008: 10 Sekunden
- 2008: Loft – Tödliche Affären (Loft)
- 2008: Das Beste kommt erst
- 2008: Hardcover
- 2009: Licht über dem Wasser
- 2009: Sœur Sourire – Die singende Nonne (Sœur Sourire)
- 2009: Tannöd
- 2009: Tatort: Tödliche Tarnung
- 2010: Bloch – Die Geisel
- 2010: Mensch ohne Hund
- 2010: Westflug – Entführung aus Liebe
- 2010: Der Bulle und das Landei: Tödliches Heimweh
- 2010: Haltet die Welt an
- 2011: Glücksbringer (Fernsehfilm)
- 2011: Freilaufende Männer
- 2011: Nachtschicht – Reise in den Tod (Fernsehreihe)
- 2012: Zu schön um wahr zu sein (Fernsehfilm)
- 2012–2018: Salamander (Fernsehserie, 22 Folgen)
- 2013: Liebe und Tod auf Java
- 2013: Tatort: Spiel auf Zeit
- 2013: Einmal Leben bitte (Fernsehfilm)
- 2013: Pass gut auf ihn auf! (Fernsehfilm)
- 2013: Kreuzfahrt ins Glück – Hochzeitsreise in die Provence
- 2013: Charlottes Welt – Geht nicht, gibt’s nicht
- 2014: Ein Sommer in Amsterdam
- 2014: Tatort: Frühstück für immer
- 2015: The Team
- 2015: Der Alte: Tödlicher Verrat
- 2015: Inga Lindström: Leg dich nicht mit Lilli an (Fernsehfilm)
- 2016: Das beste Stück vom Braten (Fernsehfilm)
- 2017: Alarm für Cobra 11 – Die Autobahnpolizei: Preis der Freundschaft
- 2017: Occupied – Die Besatzung (Occupied, Fernsehserie, 4 Folgen)
- 2017–2018: Die Kanzlei (Fernsehserie, 5 Folgen)
- 2018: Connie & Clyde 2 – Kinderen, geen bezwaar
- 2018: Das Kindermädchen: Mission Südafrika
- 2018: Meine Mutter ist unmöglich (Fernsehfilm)
- 2019: Meine Mutter spielt verrückt
- 2019: Inga Lindström – Klang der Sehnsucht (Fernsehfilm)
- 2021: Herr und Frau Bulle: Alles auf Tod
- 2024: Kreuzfahrt ins Glück – Hochzeitsreise nach Korsika
- 2024: Engel mit beschränkter Haftung (Fernsehfilm)

## Auszeichnungen
- 2001: Shooting Star Award der  European Film Promotion
- 2006: Bester Darsteller beim Montréal World Film Festival für De hel van Tanger
- 2009: Bester Darsteller beim Vlaamse Entertainment Award